# Антони (футболист, 2005)
Антони Уэсли Сириано Оливейра (порт.-браз. Anthony Wesley Ciriano Oliveira); более известный, как Антони (порт.-браз. Anthony) род. 12 июля 2005, Санта-Барбара, Баия) — бразильский футболист, защитник клуба «Гояс».

## Клубная карьера
Антони — воспитанник клуба «Гояс». 18 января 2024 года в поединке Лиги Гояно против «Гоянии» игрок дебютировал в за основной состав.

## Международная карьера
В 2025 году Антони в составе молодёжной сборной Бразилии принял участие в молодёжном чемпионате Южной Америки в Венесуэле. На турнире он был запасным и на поле не вышел.

## Достижения
Международные
 Бразилия (до 20)
- Победитель молодёжного чемпионата Южной Америки — 2025